# Peter Thomsen (Palästinaforscher)
Peter Thomsen (* 12. Mai 1875 in Dresden; † 26. April 1954 ebenda) war ein deutscher Lehrer und Palästinaforscher.

## Leben und Werk
Peter Thomsen war der Sohn des Pfarrers Christian Thomsen und dessen Ehefrau Clara geborene Thenius, die Tochter des Konsistorialrats Otto Thenius. Nach dem Besuch des Gymnasiums in Bautzen studierte er von 1894 bis 1898 evangelische Theologie an der Universität Leipzig. Nach dem 1. Examen 1898 war er zunächst als Hauslehrer im Voigtland und in Ungarn tätig, bevor er 1901 kurzzeitig als Lehrer in Chemnitz tätig war. 1902 wurde er Lehrer an den Annenschule in Dresden. 1930 wurde Peter Thomsen Direktor der Oberrealschule in Dresden, 1934 trat er in den Ruhestand.
Bereits während seines Studiums in Leipzig gewann ihn Hermann Guthe für die Palästinakunde. Dabei interessierte er sich insbesondere für die palästinisch-syrische Orts- und Landeskunde Palästinas nach den literarischen und epigraphischen Quellen in römischer und byzantinischer Zeit. Mit einer Arbeit zum Onomastikon der biblischen Ortsnamen des Eusebius wurde er 1903 an der Universität Tübingen promoviert. Daraus erwuchs 1907 sein Buch Loca Sancta, ein Verzeichnis aller vom 1. bis 6. Jahrhundert in den Quellen erwähnten Orte Palästinas. Von besonderer Bedeutung ist aber seine systematische Biographie aller Literatur zu Palästina, die ab 1911 in mehreren Bänden erschien.
1933 verlieh ihm die theologische Fakultät der Universität Leipzig die Ehrendoktorwürde (Dr. theol. h.c.).

## Nachlass
Sein schriftlicher Nachlass befindet sich in der Sächsischen Landesbibliothek – Staats- und Universitätsbibliothek Dresden.

## Veröffentlichungen (Auswahl)
- Palästina nach dem Onomasticon des Eusebius. In: Zeitschrift des Deutschen Palästinavereins. Band 26, 1903, S. 97–141. 145–188 (Digitalisat); auch separat Leipzig 1903 (Dissertation).
- Loca Sancta. Verzeichnis der im 1.–6. Jahrhundert n. Chr. erwähnten Ortschaften Palästinas mit besonderer Berücksichtigung der Lokalisierung der biblischen Stätten. 1. Band. Halle 1907 (Digitalisat).
- Die Palästina-Literatur. Eine Internationale Bibliographie in systematischer Ordnung. Band 1–7. Leipzig/Berlin 1911–1972 (erschienen in Lieferungen).
- Kompendium der palästinischen Altertumskunde. Mohr, Tübingen 1913 (Digitalisat).
- Die Römischen Meilensteine der Provinzen Syria, Arabia und Palaestina. In: Zeitschrift des Deutschen Palästina-Vereins. Band 40, 1917, S. 1–103 (Digitalisat).
- Die neueren Forschungen in Palästina-Syrien und ihre Bedeutung für den Religionsunterricht (= Sammlung gemeinverständlicher Vorträge und Schriften aus dem Gebiet der Theologie und Religionsgeschichte. Band 114). Mohr, Tübingen 1925.